# (982) Franklina
(982) Franklina – planetoida z pasa głównego asteroid okrążająca Słońce w ciągu 5 lat i 138 dni w średniej odległości 3,07 au. Została odkryta 21 maja 1922 roku w Union Observatory w Johannesburgu przez Harry’ego Wooda. Nazwa pochodzi od Johna Franklina Adamsa (1843–1912), brytyjskiego astronoma amatora i gwiezdnego kartografa. Przed jej nadaniem planetoida nosiła oznaczenie tymczasowe (982) 1922 MD.